# Speonemadus
Speonemadus is een kevergeslacht uit de familie van de truffelkevers (Leiodidae). De wetenschappelijke naam van het geslacht werd in 1922 gepubliceerd door René Jeannel.

## Soorten
- Speonemadus algarvensis Reboleira, Fresneda & Salgado, 2017[2]
- Speonemadus angusticollis (Kraatz, 1870)[3]
- Speonemadus bolivari (Jeannel, 1922)[1]
- Speonemadus breuili (Jeannel, 1922)[1]
- Speonemadus escalerai (Uhagón, 1898)[4]
- Speonemadus brusteli Fresneda, Faille, Fery & Ribera, 2019[5]
- Speonemadus comasi Fresneda, Faille, Fery & Ribera, 2019[5]
- Speonemadus vandalitiae (Heyden, 1870)[6]
- Speonemadus pulchellus (Reitter, 1885)[7]
- Speonemadus orchesioides (Fairmaire, 1879)[8]
- Speonemadus gracilis (Kraatz, 1870)[9]
- Speonemadus clathratus (Perris, 1864)
- Speonemadus maroccanus (Jeannel, 1936)
- Speonemadus subcostatus (Reiche, 1864)
- Speonemadus tenuipes (Peyerimhoff, 1917)
- Speonemadus transversostriatus (Murray, 1856)